# Tarot de Mantegna
El Tarot de Mantegna, també conegut les Cartes Baldini, Cartes Tarocchi o bé el Tarocchi de l'estil de Mantegna, son dos conjunts diferents d'una cinquantena de cartes de mitjans del segle xv, que compten amb antigues imatges italianes gravades per dos artistes desconeguts diferents.

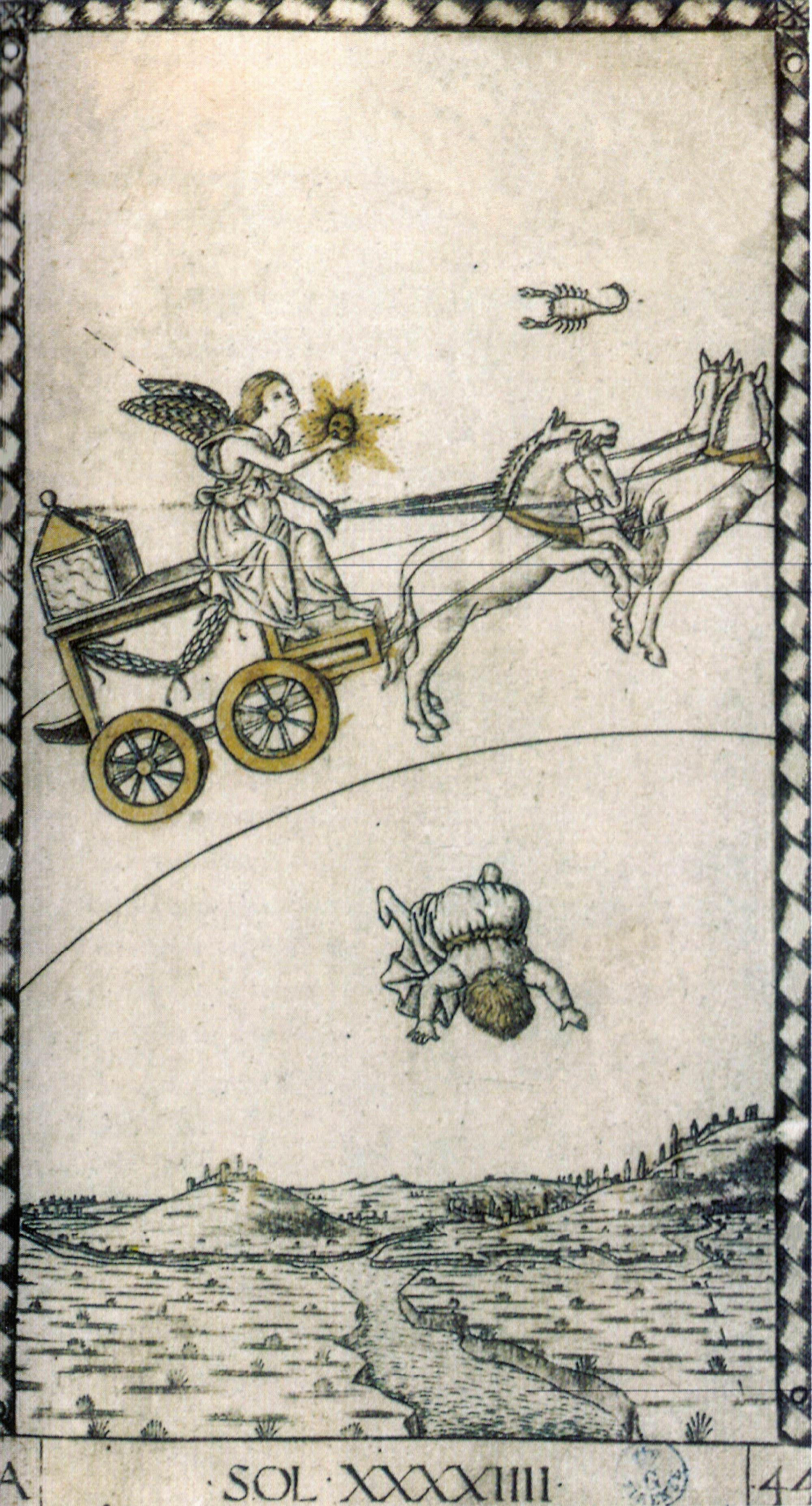
Gravat núm. 44, Sol, de la Sèrie E.

Els conjunts són coneguts com la Sèrie E i la Sèrie S de les Cartes de Tarocchi (o simplement sèrie E i sèrie S) i els seus artistes com el "Mestre de la sèrie E" i el "Mestre de la sèrie S" respectivament. També hi ha unes quantes còpies i versions posteriors. Tot i el seu nom, es tracta de material didàctic.

## Un nom erroni
El nom sembla provenir de la confusió d'escriptors posteriors amb el joc de cartes contemporani anomenat tarocco, que inclou algunes cartes il·lustrades. Aquestes, però, no son cartes de joc, i tampoc son cartes de tarot dedicades a la cartomància, sinó que es creu que constituïen eines de suport didàctic per a nens i nenes de classe alta, tot i que no ha sobreviscut cap informació sobre el seu ús. Alguns conjunts cosits en forma de llibre han arribat als nostres dies, i tots els exemplars es troben impresos en fulles de paper individuals. Exemplars de Cincinnati i Nova York mostren restes d'haver estat acolorides a mà amb daurat, cosa molt estranya en les impressions.
Els historiadors de l'art han descartat que Andrea Mantegna fos l'artista que elabora el gravats, com es pensava en el segle xix, però el nom encara es fa servir, especialment com "l'anomenat Tarocchi Mantegna"". Baccio Baldini fou un gravador de Florència que també en fou considerat com a possible autor, d'aquí que el nom també fos, en el passat "cartes de Baldinni".

## Sèries E i S

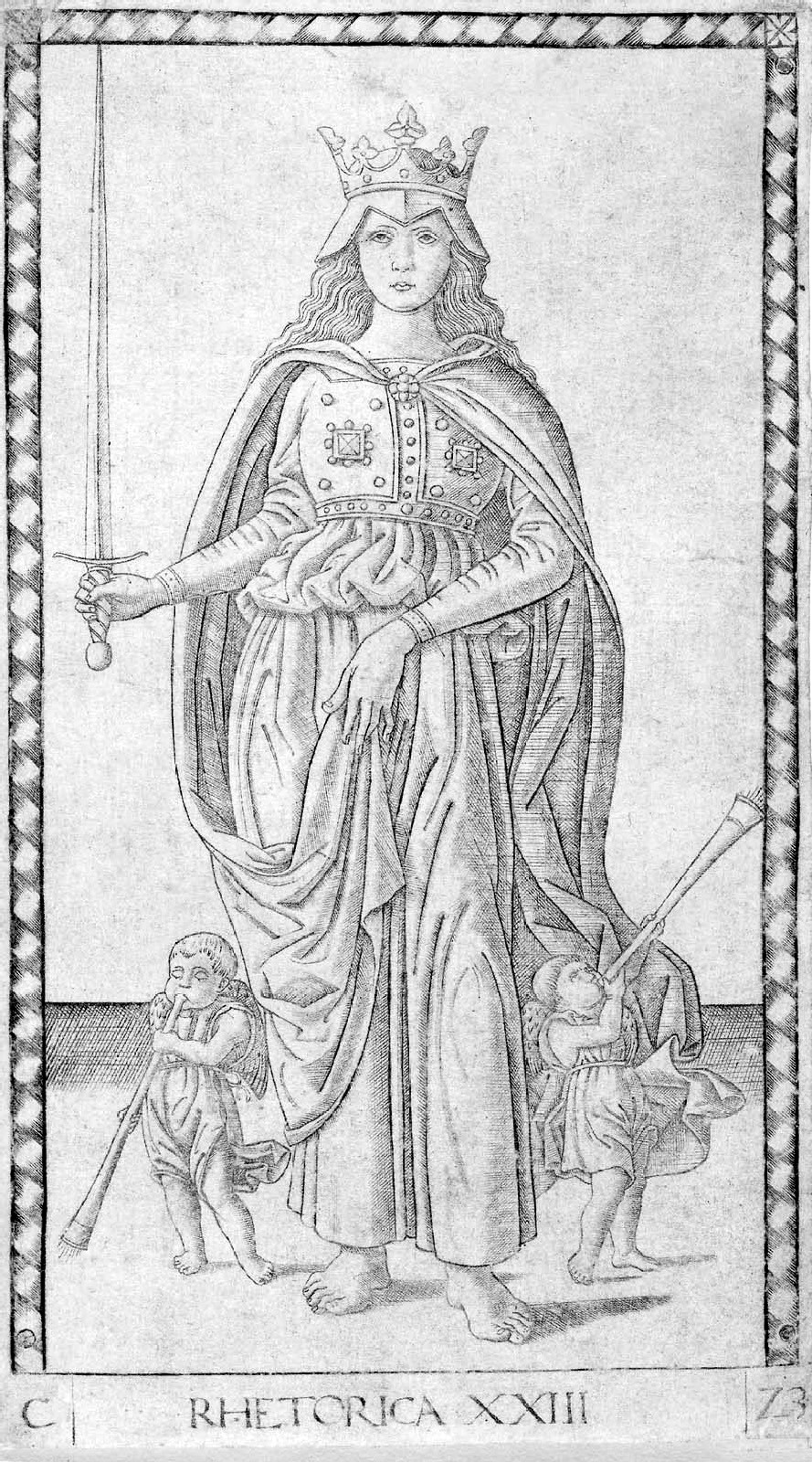
Núm. 23, Retòrica, Sèrie E.

Es conserven exemples importants del gravat italià, molts d'ells formant part de les col·leccions pictòriques de diferents museus. Els originals dels dos conjunts són anomenats "Sèrie S" i "Sèrie E", essent considerada la segona com a més antiga. També és la que presenta un millor gravat i, normalment, la que es troba millor impresa. Les diferències entre ambdues mostren que el creador de la Sèrie E tenia més cura en l'adequació a les fonts literàries per part de les seves imatges. La majoria d'imatges s'inverteixen entre les sèries
El seu lloc i data de creació encara son debatuts, però la hipòtesi que té més força els atribueix a Ferrara (la Sèrie E devers 1465 i la Sèrie S en els 1470s). Algunes de les imatges es troben copiades en un manuscrit datat el 1467, cosa que permet aproximar la data per a la Sèrie E.

Els títols d'algunes cartes es troben escrits en el dialecte de Ferrara o en vènet ("Doxe" per Duc o "Dux", i "Artixan" per Artesà). Alguns elements foren copiats de cartes de joc, o bé d'altres recursos de l'art contemporani. Altres dissenys hagueren de ser inventats. Dues imatges amb diferents temes han estat atribuïdes al desconegut "Mestre de la Sèrie E del Tarocchi", i una al "Mestre de la Sèrie S del Tarocchi".

## Contingut
Les termes de cartes, podem dir que totes son "figures" o "imatges". Hi ha el nom i el nombre, en numerals romans, al peu de cada carta, així com la lletra majúscula del grup en numerals aràbics en els cantons inferiors. La decoració de les voreres és simple. Els temes es troben agrupats en cinc seqüències numerades: 1-10, 11-20, 21-30, 31-40 i 41-50. Cada grup consisteix en deu gravats:
E/S (1-10): Condicions de l'home – Jerarquia de les persones, del captaire a l'emperador i el papa: 
1 Captaire (Misero)
2 Servent (Fameio)
3 Artesà (Artixan)
4 Mercader (Merchadante)
5 Gentilhome (Zintilomo)
6 Cavaller (Chavalier)
7 Duc (Doxe)
8 Rei (Re)
9 Emperador (Imperator)
10 Papa (Papa)
D (11-20): Les nou muses i Apol·lo
C (21-30): Les set arts liberals i les tres altres ciències bàsiques de l'època: Filosofia, Astrologia i Teologia.
B (31-40): 3 Genis de la llum: Geni del sol (Iliaco), Geni del temps (Chronico) i Geni del món (Cosmico), i les Set virtuts.
A (41-50): Les Set esferes del sol, la lluna i els cinc planetes tradicionals (Mercuri, Venus, Mart, Júpiter i Saturn), la vuitena esfera dels estels fixos, la Primum Mobile i la Prima Causa (Primera causa, Déu).
El conjunt complet és un model humanístic del Cosmos del Renaixement. La lletra "E" del primer grup per "Estats" (de l'Home) en italià es canvià per la lletra "S" per "Stations" (Estacions), d'aquí els noms de les dues sèries.

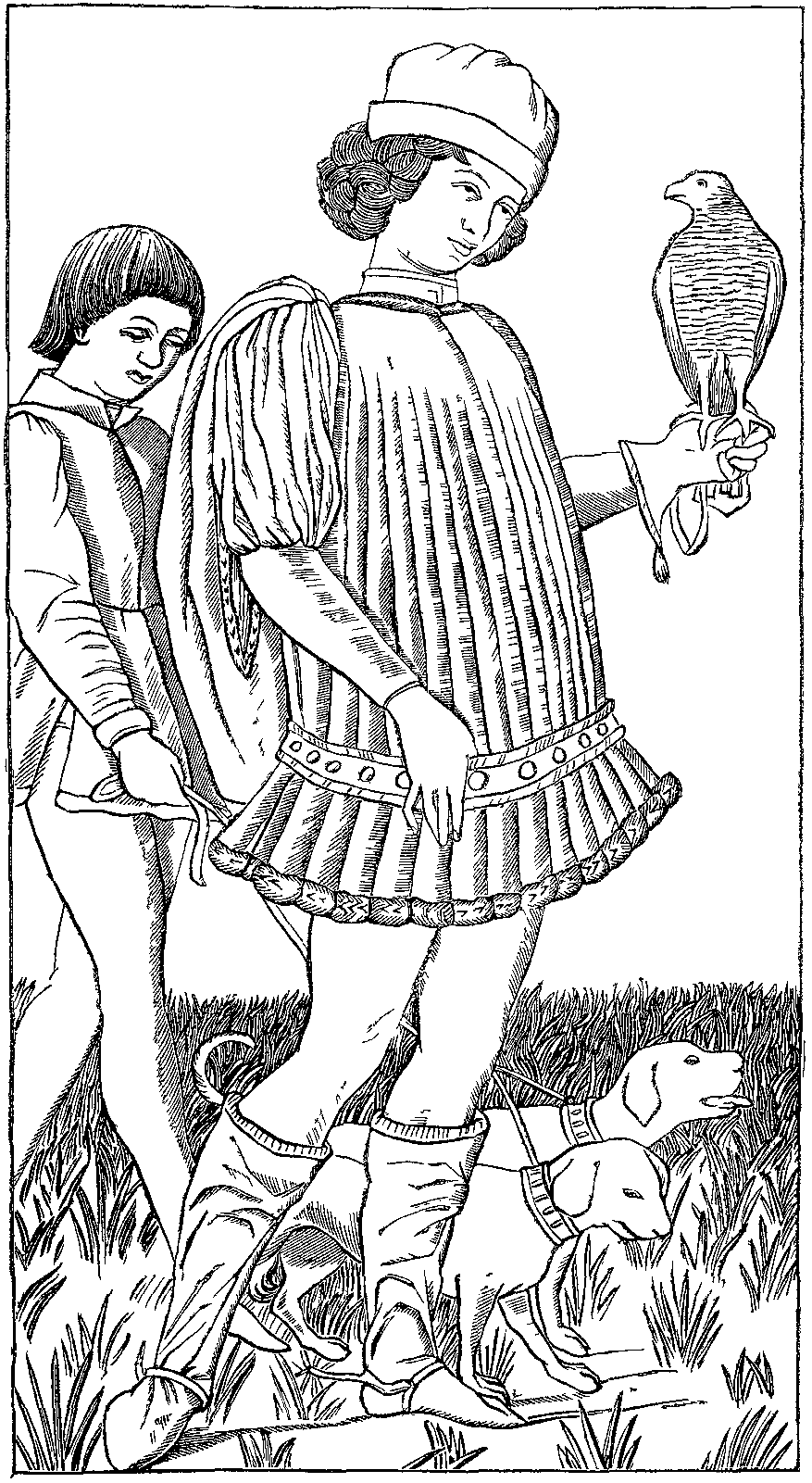
Núm. 5, Zintilomo (Gentilhome)
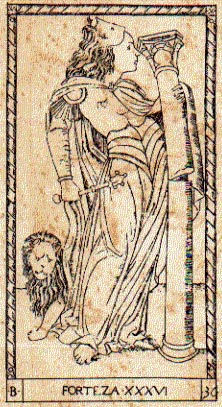
Núm. 36, Forteza (Fortalesa)
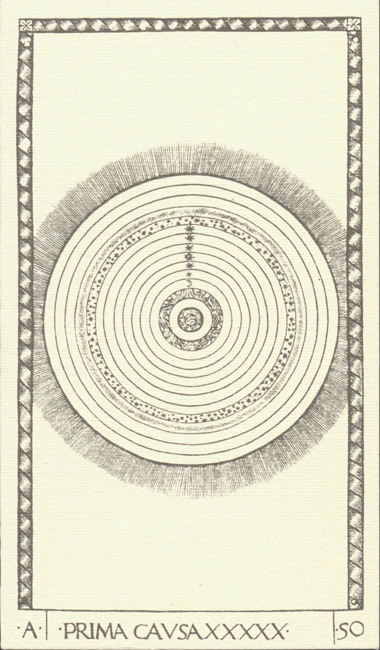
Núm. 50, Prima causa (Primera causa, Déu)

## Versions posteriors
Diversos artistes alemanys han duit a terme versions posteriors: 
Michael Wolgemut 1493-1497 (mestre de Dürer) intentà fer-ne un llibre. 

Albrecht Dürer dibuixà còpies durant les seves nombroses visites a Itàlia entre els anys 1495 i 1505, possiblement per a si mateix.

Ladenspelder produí, a Colònia, l'any 1550, una còpia completa de la Sèrie E.

Andrea Ghisi (a principis del segle XVII) incorporà les figures dins un joc, el Laberint, afegint-hi nous elements i temes. 

Cécile Reims (Paris, nascut en 1927) gravà 14 cartes del tarot del pseudo Tarocchi Mantegna, totes elles visibles al Louvre.